# Listă de filme sovietice din 1931
- Filme sovietice din: 1930 — 1931 — 1932

Aceasta este o listă de filme produse în Uniunea Sovietică în 1931.
| Titlu                                | Titlu original                | Regizor                              | Distribuție                                        | Gen        | Note              |
| ------------------------------------ | ----------------------------- | ------------------------------------ | -------------------------------------------------- | ---------- | ----------------- |
| 1931                                 |                               |                                      |                                                    |            |                   |
| Alone                                | Одна                          | Grigori Kozintsev și Leonid Trauberg | Yelena Kuzmina, Pyotr Sobolevsky, Sergei Gerasimov | Dramatic   |                   |
| And Quiet Flows the Don              | Тихий Дон                     | Ivan Pravov și Olga Preobrazhenskaya |                                                    |            |                   |
| Anush                                | Ануш                          | Ivan Perestiani                      |                                                    |            | RSS Armeană       |
| The Dam                              | Плотина                       | Vladimir Petrov                      |                                                    |            | Film pierdut      |
| Deed of Valour                       | Дело доблести                 | Mikheil Gelovani                     |                                                    |            |                   |
| Enthusiasm                           | Энтузиазм: Симфония Донбасса  | Dziga Vertov                         |                                                    |            |                   |
| Fire                                 | Огонь                         | Mark Donskoy                         |                                                    |            | Film pierdut      |
| Forty Hearts                         | Сорок сердец                  | Lev Kuleshov                         |                                                    | Dramatic   |                   |
| Golden Mountains                     | Златые горы                   | Sergei Yutkevich                     | Boris Poslavsky                                    | Dramatic   |                   |
| Iron Brigade                         | Железная бригада              | Dmitri Vasilyev și Mikhail Verner    |                                                    |            | Film pierdut      |
| Italian                              | Итальянка                     | Leonid Lukov                         |                                                    |            |                   |
| Komsomol is my Motherland            | Родина моя — комсомол         | Leonid Lukov                         |                                                    | Documentar |                   |
| A Lad from the Banks of the Missouri | Парень с берегов Миссури      | Vladimir Braun                       |                                                    |            |                   |
| Mine 12-28                           | Шахта 12-28                   | Aleksei Kapler                       |                                                    |            |                   |
| Nail in the Boot                     | Гвоздь в сапоге               | Mikhail Kalatozov                    |                                                    |            |                   |
| Noon                                 | Полдень                       | Iosif Kheifits și Aleksandr Zarkhi   |                                                    |            |                   |
| Out of the Way!                      | Хабарда                       | Mikheil Chiaureli                    |                                                    |            |                   |
| Road to Life                         | Путевка в жизнь               | Nikolai Ekk                          | Nikolai Batalov, Yvan Kyrlya                       | Dramatic   |                   |
| Roots of Commune                     | Корешки коммуны               | Leonid Lukov                         |                                                    |            |                   |
| Rubicon                              | Рубикон                       | Vladimir Vajnshtok                   |                                                    |            | Film pierdut      |
| Sniper                               | Снайпер sau Искусство убивать | Semyon Timoshenko                    | Boris Shlikhting                                   | Dramatic   | [ 1 ] [ 2 ] [ 3 ] |
| The Thaw                             | Ледолом                       | Boris Barnet                         |                                                    |            |                   |
| Tommy                                | Томми                         | Yakov Protazanov                     | Aleksei Temerin                                    | Dramatic   |                   |